# 컴퓨터 모니터

평판 디스플레이(FPD) 컴퓨터 모니터

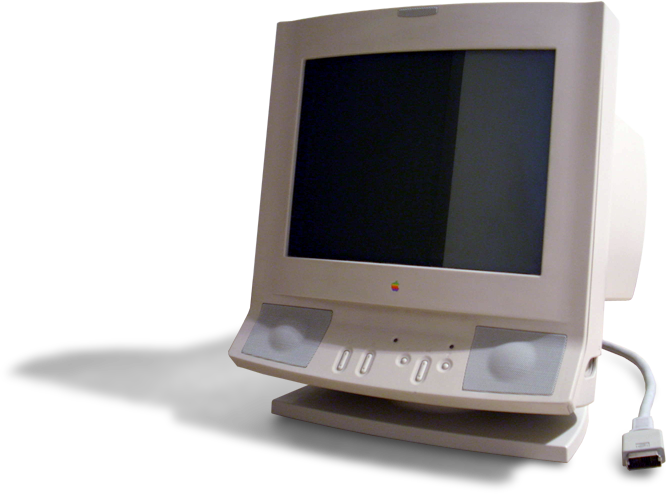
브라운관(CRT) 컴퓨터 모니터

컴퓨터 모니터(computer monitor)는 정보를 그림이나 텍스트 형태로 표시하는 출력 장치이다. 독립형 모니터는 시각 디스플레이, 보조 전자 장치, 전원 공급 장치, 하우징, 전기 커넥터 및 외부 사용자 제어 장치로 구성된다.
현대 모니터의 디스플레이는 일반적으로 LED 백라이트가 있는 LCD이며, 2010년대에 CCFL 백라이트가 있는 LCD를 대체했다. 2000년대 중반 이전에는 대부분의 모니터가 이미지 출력 기술로 브라운관(CRT)을 사용했다. 모니터는 일반적으로 디스플레이포트, HDMI, USB-C, DVI 또는 VGA를 통해 호스트 컴퓨터에 연결된다. 모니터는 때때로 컴퓨터에 연결하기 위해 다른 독점 커넥터 및 신호를 사용하기도 하지만 이는 덜 일반적이다.
원래 컴퓨터 모니터는 데이터 처리에 사용되었고 텔레비전 수상기는 비디오에 사용되었다. 1980년대 이후 컴퓨터(및 그 모니터)는 데이터 처리와 비디오 모두에 사용되었고, 텔레비전은 일부 컴퓨터 기능을 구현했다. 2010년 이후 텔레비전과 컴퓨터 모니터의 일반적인 디스플레이 화면비는 4:3에서 16:9로 변경되었다.
현대 컴퓨터 모니터는 종종 텔레비전 수상기와 기능적으로 상호 교환 가능하며 그 반대도 마찬가지다. 대부분의 컴퓨터 모니터에는 통합 스피커, TV 튜너 또는 리모컨이 포함되어 있지 않으므로 컴퓨터 모니터를 TV 수상기로 사용하려면 DTA 박스와 같은 외부 구성 요소가 필요할 수 있다.

## 역사
초기 전자 컴퓨터의 프런트 패널에는 컴퓨터 내부의 특정 레지스터 비트의 켜짐/꺼짐 상태를 나타내는 전구 배열이 장착되었다. 이를 통해 컴퓨터를 조작하는 엔지니어가 기계의 내부 상태를 모니터링할 수 있었고, 이 전구 패널은 '모니터'로 알려지게 되었다. 초기 모니터는 매우 제한된 양의 정보만 표시할 수 있었고 매우 일시적이었기 때문에 프로그램 출력용으로는 거의 고려되지 않았다. 대신, 라인 프린터가 주요 출력 장치였고, 모니터는 프로그램 작동을 추적하는 데에만 한정되었다.
컴퓨터 모니터는 특히 영국 영어에서 이전에 시각 표시 장치 (VDU)로 알려져 있었다. 이 용어는 1990년대에 대부분 사용되지 않게 되었다.

## 기술
여러 기술이 컴퓨터 모니터에 사용되었다. 21세기까지 대부분은 브라운관을 사용했지만, LCD 모니터로 대부분 대체되었다.

### 브라운관
최초의 컴퓨터 모니터는 브라운관(CRT)을 사용했다. 1970년대 후반 가정용 컴퓨터가 등장하기 전에는 CRT를 사용하는 비디오 디스플레이 터미널(VDT)이 키보드 및 워크스테이션의 다른 구성 요소와 물리적으로 단일 대형 섀시에 통합되어 있는 것이 일반적이었으며, 일반적으로 텔레타이프라이터를 모방하는 데 제한되어 '유리 TTY'라는 초기 별명을 얻었다. 디스플레이는 단색이었고 현대 모니터보다 훨씬 덜 선명하고 상세하여 상대적으로 큰 텍스트를 사용해야 했고 한 번에 표시할 수 있는 정보의 양이 심각하게 제한되었다. 고해상도 CRT 디스플레이는 전문적인 군사, 산업 및 과학 응용 프로그램을 위해 개발되었지만 일반적인 사용에는 너무 비쌌다. 1972년 느리지만 저렴한 텍트로닉스 4010 터미널이 출시된 후 더 넓은 상업적 사용이 가능해졌다.
가장 초기의 가정용 컴퓨터 중 일부(예: TRS-80 및 코모도어 PET)는 단색 CRT 디스플레이에 제한되었지만, 1977년에 출시된 애플 II 컴퓨터 또는 아타리 2600 콘솔과 같은 일부 MOS 6500 시리즈 기반 기기에서는 이미 컬러 디스플레이 기능이 가능했으며, 컬러 출력은 1979년에 출시된 그래픽적으로 더 정교한 아타리 8비트 제품군의 특기였다. 두 컴퓨터 모두 일반 컬러 TV 수상기의 안테나 단자에 연결하거나 최적의 해상도 및 색상 품질을 위해 특수 제작된 CRT 컬러 모니터와 함께 사용할 수 있었다. 몇 년 뒤처져서 1981년에 IBM은 컬러 그래픽스 어댑터를 출시했으며, 이 어댑터는 320  ×  200 픽셀 해상도로 4가지 색상을 표시하거나 640  ×  200 픽셀 해상도로 두 가지 색상을 생성할 수 있었다. 1984년에 IBM은 16가지 색상을 생성할 수 있고 해상도가 640  ×  350인 강화 그래픽 어댑터를 출시했다.
1980년대 말에는 컬러 순차 주사 방식 CRT 모니터가 널리 보급되었고 점점 더 저렴해졌다. 반면 가장 선명한 프로슈머 모니터는 1970년대부터 1980년대까지 계속 실패하던 고선명 텔레비전 표준화 노력에도 불구하고 고선명 비디오를 선명하게 표시할 수 있었고, 이로 인해 소비자 SDTV는 2000년대까지 컴퓨터 CRT 모니터의 기능에 비해 점점 더 뒤처졌다. 다음 10년 동안 최대 디스플레이 해상도는 점차 증가했으며, CRT 기술은 새로운 밀레니엄에도 PC 모니터 시장에서 지배적인 위치를 유지했으며, 부분적으로는 생산 비용이 더 저렴했기 때문이다. CRT는 오늘날의 LCD에 비해 여전히 색상, 회색조, 움직임 및 지연 시간 면에서 장점이 있지만, 후자의 개선으로 인해 이러한 장점은 훨씬 덜 명확해졌다. 초기 LCD 패널의 동적 범위는 매우 좋지 않았으며, 텍스트 및 기타 정지 그래픽은 CRT보다 선명했지만, 픽셀 지연으로 알려진 LCD 특성으로 인해 움직이는 그래픽이 눈에 띄게 번지고 흐릿하게 보였다.

### 액정 디스플레이
액정 디스플레이(LCD)를 구현하는 데 사용된 여러 기술이 있다. 1990년대 내내 LCD 기술이 컴퓨터 모니터로 주로 사용된 곳은 노트북이었다. 노트북에서는 LCD의 낮은 전력 소비, 가벼운 무게, 작은 물리적 크기가 CRT에 비해 높은 가격을 정당화했다. 일반적으로 동일한 노트북은 증가하는 가격대별로 다양한 디스플레이 옵션(능동 또는 수동)을 제공했다. (능동 또는 수동) 단색, 수동 컬러 또는 능동 매트릭스 컬러(TFT)가 있었다. 생산량과 제조 능력이 향상됨에 따라 단색 및 수동 컬러 기술은 대부분의 제품군에서 제외되었다.
TFT-LCD는 LCD의 한 변형으로, 현재 컴퓨터 모니터에 사용되는 지배적인 기술이다.
최초의 독립형 LCD는 1990년대 중반에 높은 가격으로 판매되었다. 가격이 하락하면서 인기가 높아졌고, 1997년에는 CRT 모니터와 경쟁하게 되었다. 최초의 데스크톱 LCD 컴퓨터 모니터 중에는 1990년대 중반의 Eizo FlexScan L66, SGI 1600SW, 애플 스튜디오 디스플레이 및 1998년의 뷰소닉 VP140이 있었다. 2003년, LCD는 CRT를 처음으로 앞질러 컴퓨터 모니터에 사용되는 주요 기술이 되었다. CRT 모니터에 비해 LCD의 물리적 장점은 LCD가 더 가볍고, 작으며, 전력 소비가 적다는 것이다. 성능 면에서 LCD는 깜박임이 적거나 없으므로 눈의 피로를 줄여주고, 기본 해상도에서 더 선명한 이미지를 제공하며, 더 나은 체커보드 명암비를 제공한다. 반면에 CRT 모니터는 우수한 검정색, 시야각 및 응답 시간을 가지며, 앨리어싱 없이 임의의 낮은 해상도를 사용할 수 있고, 높은 재생률로 깜박임을 줄일 수 있다. 그러나 이 깜박임은 대부분의 LCD와 같이 깜박임이 적은 디스플레이에 비해 움직임 흐림을 줄이는 데 사용될 수도 있다. 시각 과학과 같은 많은 전문 분야는 여전히 CRT에 의존하고 있으며, 최고의 LCD 모니터는 적당한 시간적 정확도를 달성했지만, 공간적 정확도가 중요하지 않은 경우에만 사용될 수 있다.
높은 동적 범위(HDR)은 회색조 정확도를 향상시키기 위해 하이엔드 LCD 모니터에 구현되었다. 2000년대 후반부터 와이드스크린 LCD 모니터가 인기를 얻었는데, 이는 텔레비전 시리즈, 영화 및 비디오 게임이 와이드스크린으로 전환되면서 정사각형 모니터가 이를 올바르게 표시하는 데 부적합해졌기 때문이다.

### 유기 발광 다이오드
유기 발광 다이오드(OLED) 모니터는 LCD와 CRT 모니터의 장점을 대부분 제공하며 단점은 거의 없지만, 플라스마 패널 또는 아주 초기의 CRT와 마찬가지로 번인 현상이 발생하며 여전히 매우 비싸다.

## 성능 측정
모니터의 성능은 다음 매개변수로 측정된다.
- 디스플레이 기하학:
  - 가시 이미지 크기 – 일반적으로 대각선으로 측정되지만, 실제 너비와 높이는 화면비에 따라 영향을 받지 않으므로 더 유익하다. CRT의 경우 가시 크기는 일반적으로 튜브 자체보다 1 in (25 mm) 작다.
  - 화면비 – 수평 길이 대 수직 길이의 비율이다. 모니터는 일반적으로 화면비가 4:3, 5:4, 16:10 또는 16:9이다.
  - 곡률반지름 (곡면 모니터의 경우) – 디스플레이와 동일한 곡률을 가질 경우 원이 가질 반지름이다. 이 값은 일반적으로 밀리미터로 주어지지만 단위 대신 "R" 문자로 표현된다 (예: "3800R 곡률"을 가진 디스플레이는 3800 mm의 곡률반지름을 가진다).[14]
- 디스플레이 해상도는 기본적으로 표시할 수 있는 각 차원의 고유 픽셀 수이다. 주어진 디스플레이 크기에서 최대 해상도는 도트 피치 또는 DPI에 의해 제한된다.
  - 도트피치는 디스플레이의 기본 요소 간의 거리를 나타내며, 일반적으로 균일하지 않은 디스플레이에서는 평균값을 사용한다. 관련 단위는 픽셀 피치이다. LCD에서 픽셀 피치는 두 인접 픽셀의 중심 사이의 거리이다. CRT에서 픽셀 피치는 동일한 색상의 서브픽셀 사이의 거리로 정의된다. 도트 피치는 픽셀 밀도의 역수이다.
  - 화소 밀도는 디스플레이에 픽셀이 얼마나 밀집되어 있는지 측정하는 척도이다. LCD에서 픽셀 밀도는 디스플레이를 따라 선형 단위당 픽셀 수이며, 일반적으로 인치당 픽셀(px/in 또는 ppi)로 측정된다.

- 색상 특성:
  - 휘도 – 제곱미터당 칸델라(cd/m2, 니트라고도 함)로 측정된다.
  - 명암비는 모니터가 동시에 생성할 수 있는 가장 밝은 색상(흰색)과 가장 어두운 색상(검정색)의 광도 비율이다. 예를 들어, 20,000∶1의 비율은 가장 밝은 색상(흰색)이 가장 어두운 색상(검정색)보다 20,000배 밝다는 것을 의미한다. 동적 명암비는 LCD 백라이트를 끈 상태에서 측정된다. ANSI 명암비는 검정과 흰색이 화면에 동시에 인접해 있는 상태에서 측정된다.
  - 색 깊이 – 기본 색상당 비트 또는 모든 색상에 대한 비트로 측정된다. 10 bpc(채널당 비트) 이상은 기존 8 bpc 모니터(약 16.8백만 색상)보다 더 많은 색조(약 10억 색조)를 표시할 수 있으며, 디더링을 사용하지 않고도 더 정확하게 표시할 수 있다.
  - 색역 – CIE 1931 색 공간의 좌표로 측정된다. SRGB 또는 Adobe RGB는 약어 표기이다.
  - 색상 정확도 – ΔE(델타-E)로 측정된다. ΔE가 낮을수록 색상 표현이 더 정확하다. ΔE가 1 미만이면 사람의 눈에는 거의 인지할 수 없다. ΔE가 2–4는 양호한 것으로 간주되며 차이를 발견하려면 민감한 눈이 필요하다.
  - 시야각은 이미지에 주관적으로 과도한 열화 없이 모니터의 이미지를 볼 수 있는 최대 각도이다. 수평 및 수직으로 도 단위로 측정된다.
- 입력 속도 특성:
  - 재생률은 (CRT의 경우) 디스플레이가 초당 몇 번 밝혀지는지(초당 래스터 스캔이 완료되는 횟수)이다. LCD의 경우 이미지가 초당 몇 번 변경될 수 있는지이며, 헤르츠(Hz)로 표현된다. 모니터가 표시할 수 있는 초당 최대 프레임 수(FPS)를 결정한다. 최대 재생률은 응답 시간에 의해 제한된다.
  - 응답 시간은 모니터의 픽셀이 두 음영 사이를 변경하는 데 걸리는 시간이다. 특정 음영은 제조업체마다 다른 테스트 절차에 따라 달라진다. 일반적으로 숫자가 낮을수록 전환 속도가 빠르므로 고스팅과 같은 시각적 이미지 왜곡이 적다. 회색 대 회색(GtG)은 밀리초(ms)로 측정된다.
  - 입력 지연은 모니터가 이미지를 받은 후 표시하는 데 걸리는 시간으로, 일반적으로 밀리초(ms)로 측정된다.
- 소비 전력은 와트로 측정된다.

### 크기

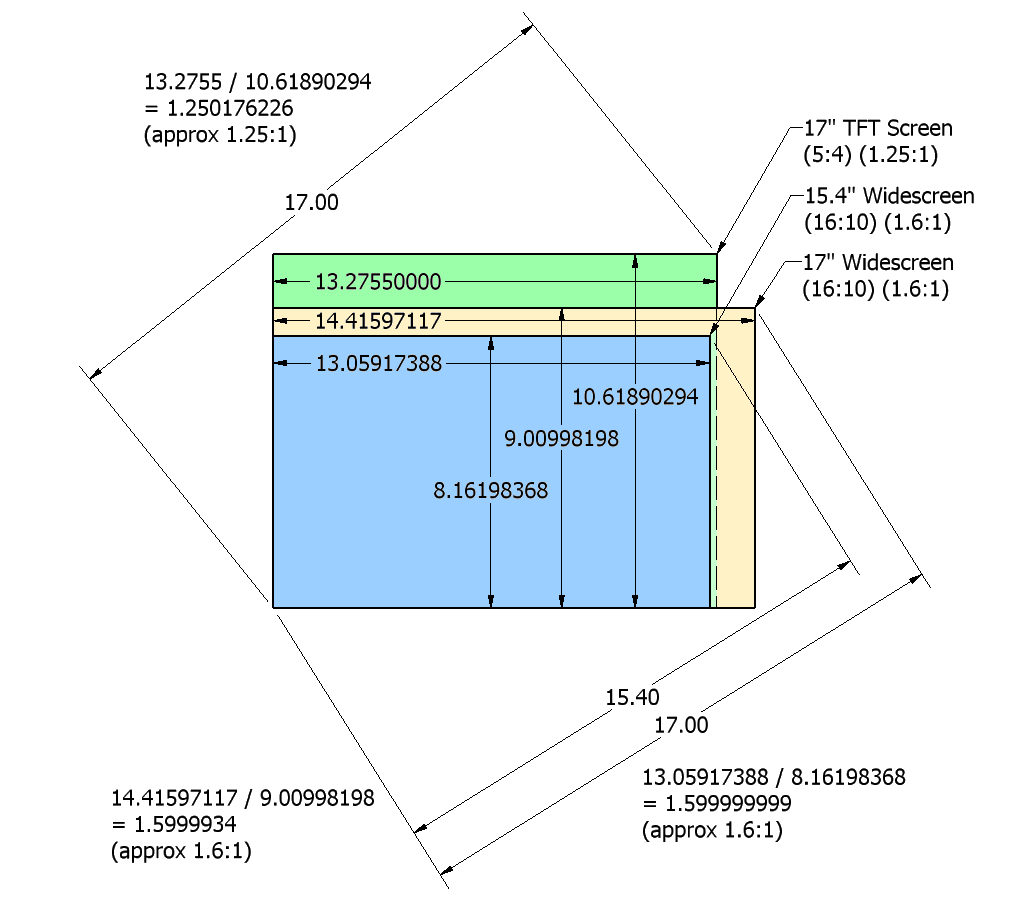
동일한 대각선 측정치를 가진 디스플레이의 면적, 높이 및 너비는 화면비에 따라 달라진다.

컴퓨터 모니터와 같은 2차원 디스플레이 장치에서 디스플레이 크기 또는 가시 이미지 크기는 베젤 또는 장치 디자인의 다른 측면으로 인해 방해받지 않고 그림, 비디오 또는 작업 공간을 표시하는 데 사용할 수 있는 실제 화면 공간의 양이다. 디스플레이 장치의 주요 측정값은 너비, 높이, 총 면적 및 대각선이다.
디스플레이의 크기는 일반적으로 제조업체에서 대각선, 즉 두 개의 반대쪽 화면 모서리 사이의 거리로 지정한다. 이 측정 방법은 원형 면을 가진 픽처 튜브가 일반적이었던 1세대 CRT 텔레비전에서 사용된 방법에서 유래했다. 원형이었기 때문에 유리 봉투의 외부 지름이 크기를 나타냈다. 이 원형 튜브는 직사각형 이미지를 표시하는 데 사용되었으므로 직사각형 이미지의 대각선 측정은 튜브 면의 지름보다 작았다(유리 두께 때문). 이 방법은 브라운관이 둥근 직사각형으로 제조된 후에도 계속 사용되었다. 이 방법은 크기를 지정하는 단일 숫자이며 화면비가 보편적으로 4:3일 때 혼란스럽지 않다는 장점이 있었다.
평판 기술의 도입으로 대각선 측정은 가시 디스플레이의 실제 대각선이 되었다. 이는 18인치 LCD가 18인치 브라운관보다 더 큰 가시 면적을 가졌다는 것을 의미했다.
반대쪽 모서리 사이의 거리로 모니터 크기를 추정하는 것은 디스플레이 화면비를 고려하지 않으므로, 예를 들어 16:9 와이드스크린 21-인치 (53 cm) 디스플레이는 4:3 21-인치 (53 cm) 화면보다 면적이 작다. 4:3 화면은 16.8 in × 12.6 in (43 cm × 32 cm)의 크기와 211 in2 (1,360 cm2)의 면적을 가지는 반면, 와이드스크린은 18.3 in × 10.3 in (46 cm × 26 cm), 188 in2 (1,210 cm2)이다.

### 화면비
대략 2003년까지 대부분의 컴퓨터 모니터는 4:3 화면비를 가졌고 일부는 5:4를 가졌다. 2003년에서 2006년 사이에 16:9 및 주로 16:10(8:5) 화면비 모니터가 노트북에서 먼저, 나중에는 독립형 모니터에서도 일반적으로 보급되었다. 이러한 전환의 이유는 생산성 향상(예: 비디오 게임의 시야각 및 영화 시청)과 같은 생산적인 용도(예: 워드 프로세서에서 두 개의 표준 레터 용지를 나란히 표시하는 것)와 CAD에서 대형 도면 및 응용 프로그램 메뉴를 동시에 표시하는 것 등이 포함되었다. 2008년 16:10은 LCD 모니터의 가장 흔한 판매 화면비가 되었고 같은 해 16:10은 노트북 및 노트북 컴퓨터의 주류 표준이었다.
2010년, 컴퓨터 산업은 16:10에서 16:9로 전환하기 시작했는데, 이는 16:9가 표준 고선명 텔레비전 디스플레이 크기로 선택되었고 제조 비용이 더 저렴했기 때문이다.
2011년에는 4:3 화면비의 비와이드스크린 디스플레이가 소량만 생산되었다. 삼성에 따르면 이는 "지난 몇 년 동안 구형 '정사각형 모니터'에 대한 수요가 급격히 감소했기 때문"이며, "2011년 말까지 수요 부족으로 모든 4:3 또는 유사 패널 생산이 중단될 것으로 예측한다"고 밝혔다.

### 해상도
컴퓨터 모니터의 해상도는 시간이 지남에 따라 증가했다. 1970년대 후반에는 280 × 192였고, 1990년대 후반에는 1024 × 768이었다. 2009년 이후 컴퓨터 모니터의 가장 일반적인 판매 해상도는 1920 × 1080이며, 이는 HDTV의 1080p와 같다. 2013년 이전에는 전문 모니터를 제외한 대량 생산 LCD 모니터는 30 in (76 cm)에서 2560 × 1600으로 제한되었다. 2015년까지 대부분의 주요 디스플레이 제조업체는 3840 × 2160(4K UHD) 디스플레이를 출시했으며, 최초의 7680 × 4320(8K) 모니터가 출하되기 시작했다.

### 색역
모든 RGB 모니터는 고유한 색역을 가지며, 이는 색도에서 색상 삼각형으로 경계가 정해진다. 이 삼각형 중 일부는 SRGB 삼각형보다 작고, 일부는 더 크다. 색상은 일반적으로 기본 색상당 8비트로 인코딩된다. RGB 값 [255, 0, 0]은 빨간색을 나타내지만, Adobe RGB 및 sRGB와 같은 다른 색 공간에서는 약간 다른 색상을 나타낸다. sRGB로 인코딩된 데이터를 넓은 색역 장치에 표시하면 비현실적인 결과가 나올 수 있다. 색역은 모니터의 속성이다. 이미지 색 공간은 그림의 Exif 메타데이터로 전달될 수 있다. 모니터 색역이 색 공간 색역보다 넓은 한, 모니터가 보정되면 올바른 표시가 가능하다. sRGB 색 공간을 벗어나는 색상을 사용하는 그림은 sRGB 색 공간 모니터에 제한적으로 표시된다. 오늘날에도 sRGB 색 공간을 표시할 수 있는 많은 모니터는 공장 출하 시 또는 사용자 보정을 통해 올바르게 표시되지 않는다. 전자 출판(브라우저에서 표시하기 위한 인터넷을 통해)과 인쇄를 위한 탁상출판 모두에서 색 관리가 필요하다.

## 추가 기능

### 범용 기능
절전
대부분의 최신 모니터는 비디오 입력 신호가 수신되지 않으면 절전 모드로 전환된다. 이를 통해 최신 운영 체제는 특정 비활성 기간 후에 모니터를 끌 수 있다. 이는 모니터의 수명도 연장한다. 일부 모니터는 대기 상태에서 일정 시간 후에 자동으로 꺼지기도 한다.
대부분의 최신 노트북은 비활성 기간이나 배터리 사용 시 화면 밝기를 조절하는 방법을 제공한다. 이는 배터리 수명을 연장하고 마모를 줄인다.
표시등
대부분의 최신 모니터는 두 가지 다른 표시등 색상을 가지고 있는데, 비디오 입력 신호가 감지되면 표시등이 녹색이고, 모니터가 절전 모드일 때는 화면이 검은색이고 표시등이 주황색이다. 일부 모니터는 다른 표시등 색상을 가지고 있으며, 일부 모니터는 절전 모드일 때 표시등이 깜빡인다.
통합 액세서리
많은 모니터에는 다른 액세서리(또는 연결 포트)가 통합되어 있다. 이는 표준 포트를 쉽게 사용할 수 있도록 하고 다른 별도의 USB 허브, 카메라, 마이크 또는 스피커 세트가 필요 없게 한다. 이러한 모니터에는 코덱 정보, 윈도우 인터페이스 드라이버 및 이러한 기능의 적절한 작동을 돕는 기타 작은 소프트웨어가 포함된 고급 마이크로프로세서가 있다.
울트라와이드 스크린
2:1(예: 일반적인 16:9는 1.77:1)보다 큰 화면비를 가진 모니터 (예: 21:9 또는 32:9). 3:1보다 큰 화면비를 가진 모니터는 슈퍼 울트라와이드 모니터로 판매된다. 이들은 일반적으로 다중 모니터 배치를 대체하기 위한 거대한 곡면 스크린이다.
터치스크린
이 모니터는 화면 터치를 입력 방식으로 사용한다. 항목은 손가락으로 선택하거나 이동할 수 있으며, 손가락 제스처를 사용하여 명령을 전달할 수 있다. 화면은 지문으로 인한 이미지 저하 때문에 자주 청소해야 한다.
센서
- 자동으로 화면 밝기 및 색온도를 조절하는 주변광 센서
- 생체인증, 눈 및 얼굴 인식을 위한 적외선 카메라. 사용자 입력 장치로서의 시선 추적. 라이다 수신기 3차원 스캐닝.

### 소비자 기능
광택 화면
일부 디스플레이, 특히 최신 평판 모니터는 기존의 눈부심 방지 무광 마감을 광택 마감으로 대체한다. 이는 색 채도와 선명도를 높이지만 빛과 창문으로부터의 반사가 더 눈에 띄게 된다. 반사 방지 코팅이 때때로 반사를 줄이는 데 도움이 되도록 적용되지만, 이는 문제를 부분적으로만 완화한다.
곡면 디자인
대부분 평판 디스플레이 기술(예: LCD 또는 OLED)을 사용하며, 볼록한 곡선이 아닌 오목한 곡선이 적용되어 기하학적 왜곡을 줄이며, 특히 근거리 시청용으로 고안된 매우 크고 넓은 이음새 없는 데스크톱 모니터에서 효과적이다.
3D
최신 모니터는 각 눈에 다른 이미지를 표시할 수 있으며, 종종 특수 안경과 편광판의 도움을 받아 깊이감을 제공한다. 오토스테레오스코피 스크린은 헤드기어 없이 3D 이미지를 생성할 수 있다.

### 전문가용 기능
반사 방지 및 눈부심 방지 화면
의료용 또는 야외 설치용 기능.
지향성 화면
일부 보안에 민감한 응용 프로그램에서는 좁은 시야각 화면을 사용한다.
통합 전문가용 액세서리

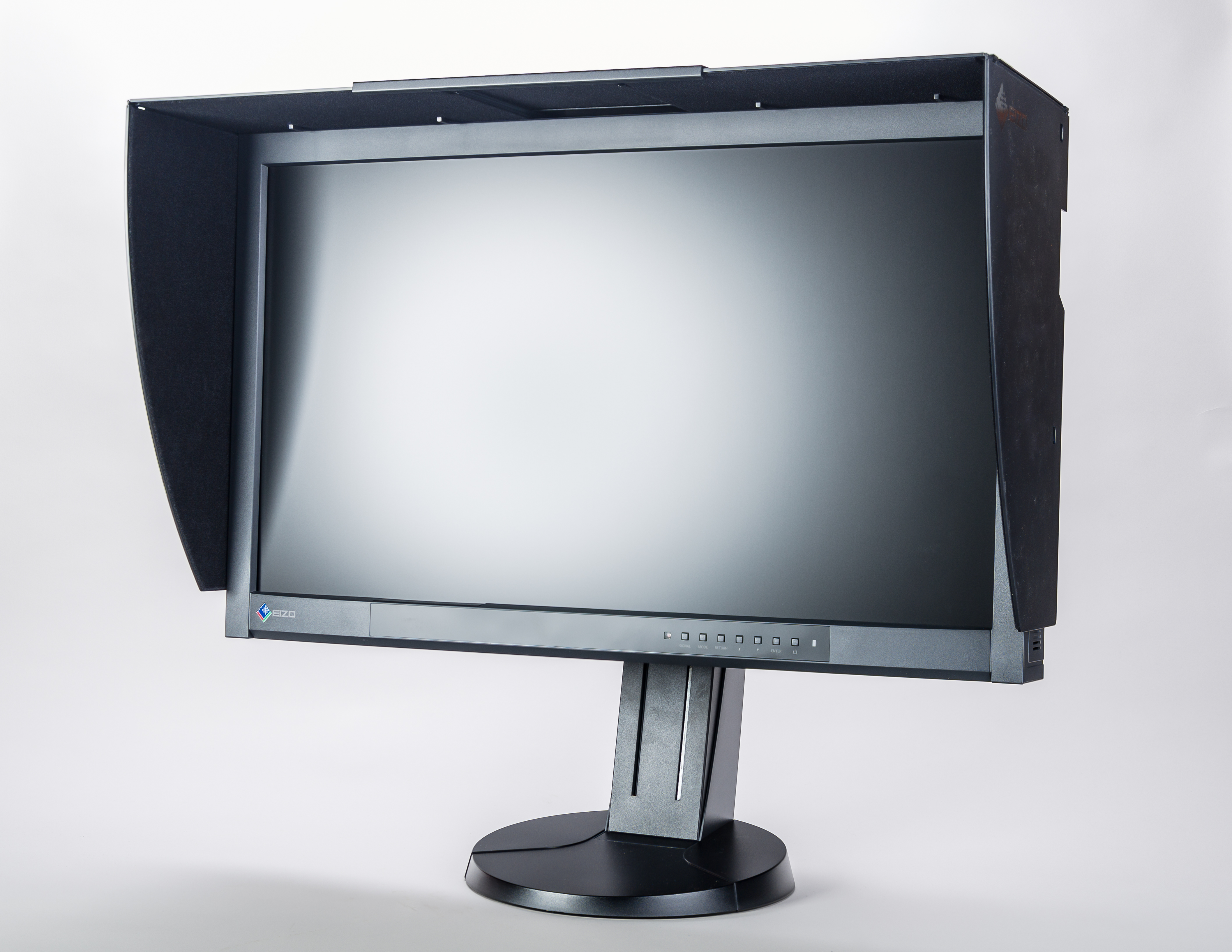
스크린 후드가 있는 Eizo ColorEdge 모니터

통합 스크린 보정 도구, 스크린 후드, 신호 송신기; 보호 스크린.
태블릿 스크린
모니터와 그래픽 태블릿의 조합. 이러한 장치는 하나 이상의 특수 도구의 압력 없이는 터치에 반응하지 않는 경우가 많다. 그러나 최신 모델은 이제 모든 압력에 대한 터치를 감지할 수 있으며, 종종 도구 기울기 및 회전도 감지할 수 있다.
터치 및 태블릿 센서는 LCD와 같은 샘플 앤 홀드 디스플레이에서 라이트 펜을 대체하기 위해 자주 사용된다. 라이트 펜은 CRT에서만 작동할 수 있다.
통합 디스플레이 LUT 및 3D LUT 테이블
디스플레이를 참조 모니터로 사용할 수 있는 옵션; 이러한 보정 기능은 거의 완벽한 이미지를 얻기 위한 고급 색 관리 제어를 제공한다.
로컬 디밍 백라이트
전문가용 LCD 모니터의 옵션, OLED 및 CRT의 고유 기능; 주류 경향을 가진 전문가용 기능.
백라이트 밝기/색상 균일성 보정
주류 전문가용 기능에 가깝다; 지역 균일성 보정이 가능한 백라이트 모듈용 고급 하드웨어 드라이버.

## 마운팅
컴퓨터 모니터는 적용 및 환경에 따라 다양한 장착 방법을 제공한다.

### 데스크톱
데스크톱 모니터는 일반적으로 제조사에서 제공하는 스탠드가 함께 제공되어 모니터를 더 인체공학적인 시청 높이로 들어 올린다. 스탠드는 독점적인 방법으로 모니터에 부착되거나 VESA 마운트를 사용하거나 VESA 마운트에 적응할 수 있다. VESA 표준 마운트는 원래 스탠드를 제거한 경우 모니터를 더 많은 애프터마켓 스탠드와 함께 사용할 수 있도록 한다. 스탠드는 고정되거나 높이 조절, 수평 회전, 가로 또는 세로 화면 방향과 같은 다양한 기능을 제공할 수 있다.

### VESA 마운트

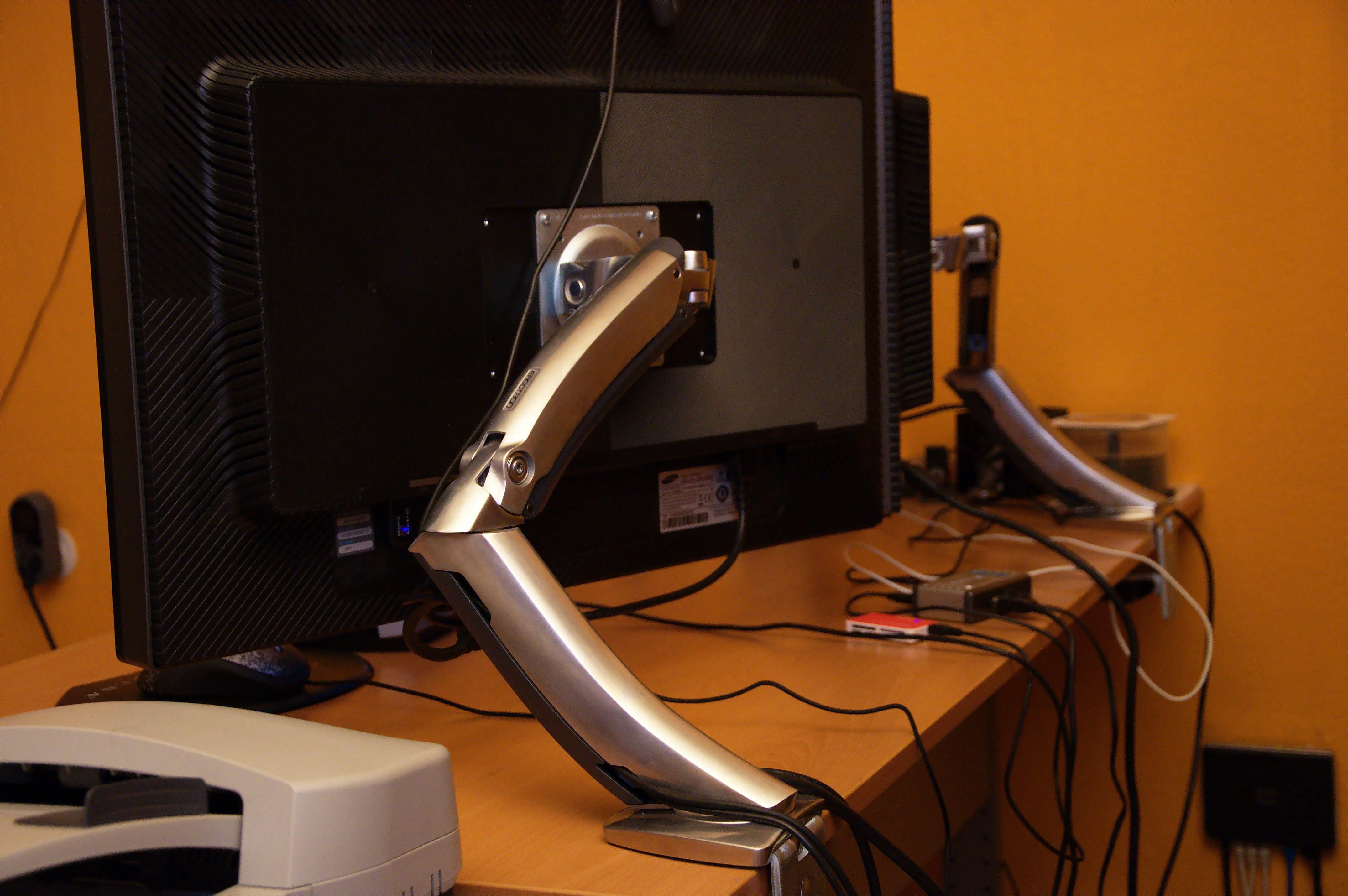
VESA 마운트 구멍을 통해 연결된 유압식 암 모니터 스탠드

평판 디스플레이 마운팅 인터페이스(FDMI)는 VESA 마운팅 인터페이스 표준(MIS) 또는 구어적으로 VESA 마운트라고도 불리며, 비디오 전자 표준 협회가 평판 디스플레이를 스탠드 또는 벽 마운트에 장착하기 위해 정의한 표준 제품군이다. 이는 대부분의 현대 평판 모니터 및 TV에 구현되어 있다.
컴퓨터 모니터의 경우, VESA 마운트는 일반적으로 디스플레이 후면에 어댑터 브래킷과 결합할 수 있는 4개의 나사 구멍으로 구성된다.

### 랙 마운트
19인치 랙 컴퓨터 모니터는 두 가지 스타일로 제공되며 19인치 랙에 장착하도록 설계되었다.
고정형

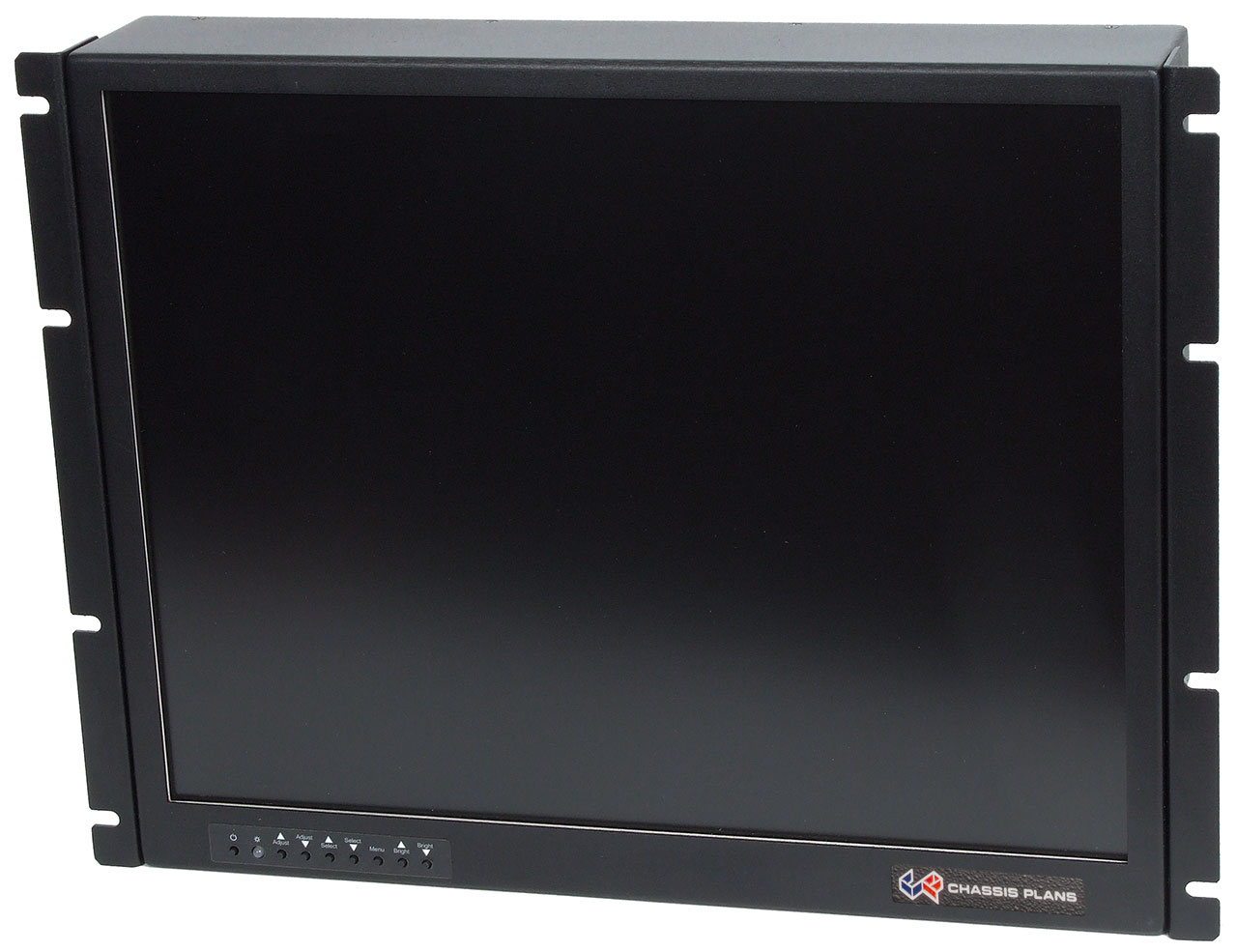
고정식, 4:3 랙 마운트 LCD 모니터

고정형 랙 마운트 모니터는 평판 또는 CRT가 항상 보이도록 랙에 직접 장착된다. 장치의 높이는 랙 유닛(RU)으로 측정되며, 17인치 또는 19인치 화면에 맞게 8U 또는 9U가 가장 일반적이다. 장치의 전면에는 랙에 장착하기 위한 플랜지가 제공되며, 랙 장착 나사용으로 적절한 간격의 구멍 또는 슬롯이 있다. 19인치 대각선 화면은 19인치 랙의 레일 안에 들어갈 수 있는 가장 큰 크기이다. 더 큰 평판은 수용할 수 있지만 '랙에 장착'되며 랙의 앞쪽으로 돌출된다. 일반적으로 방송 환경에서 사용되는 더 작은 디스플레이 장치도 있으며, 여러 개의 작은 화면을 한 랙 마운트에 나란히 배치할 수 있다.
수납형

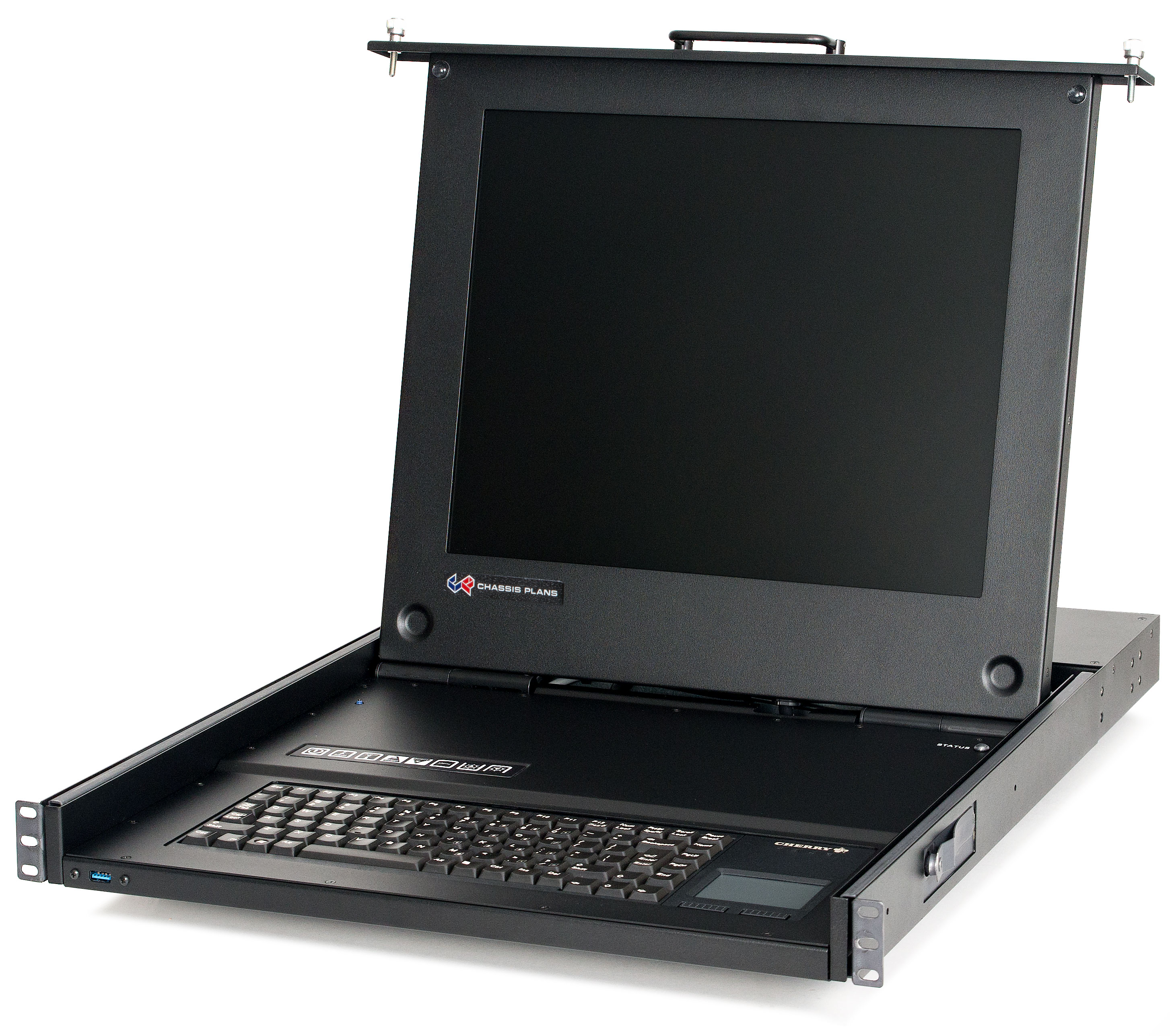
1U 수납형 클램쉘, 4:3 랙 마운트 LCD 모니터 (키보드 포함)

수납형 랙 마운트 모니터는 1U, 2U 또는 3U 높이이며, 랙 슬라이드에 장착되어 디스플레이를 접어 서랍처럼 랙 안으로 밀어 넣어 보관할 수 있다. 평판 디스플레이는 랙에서 빼내고 펼쳐야만 보인다. 이러한 장치에는 디스플레이만 포함되거나 키보드가 장착되어 KVM(키보드 비디오 모니터)을 구성할 수 있다. 가장 일반적인 것은 단일 LCD를 가진 시스템이지만, 단일 랙 마운트 시스템에 두세 개의 디스플레이를 제공하는 시스템도 있다.

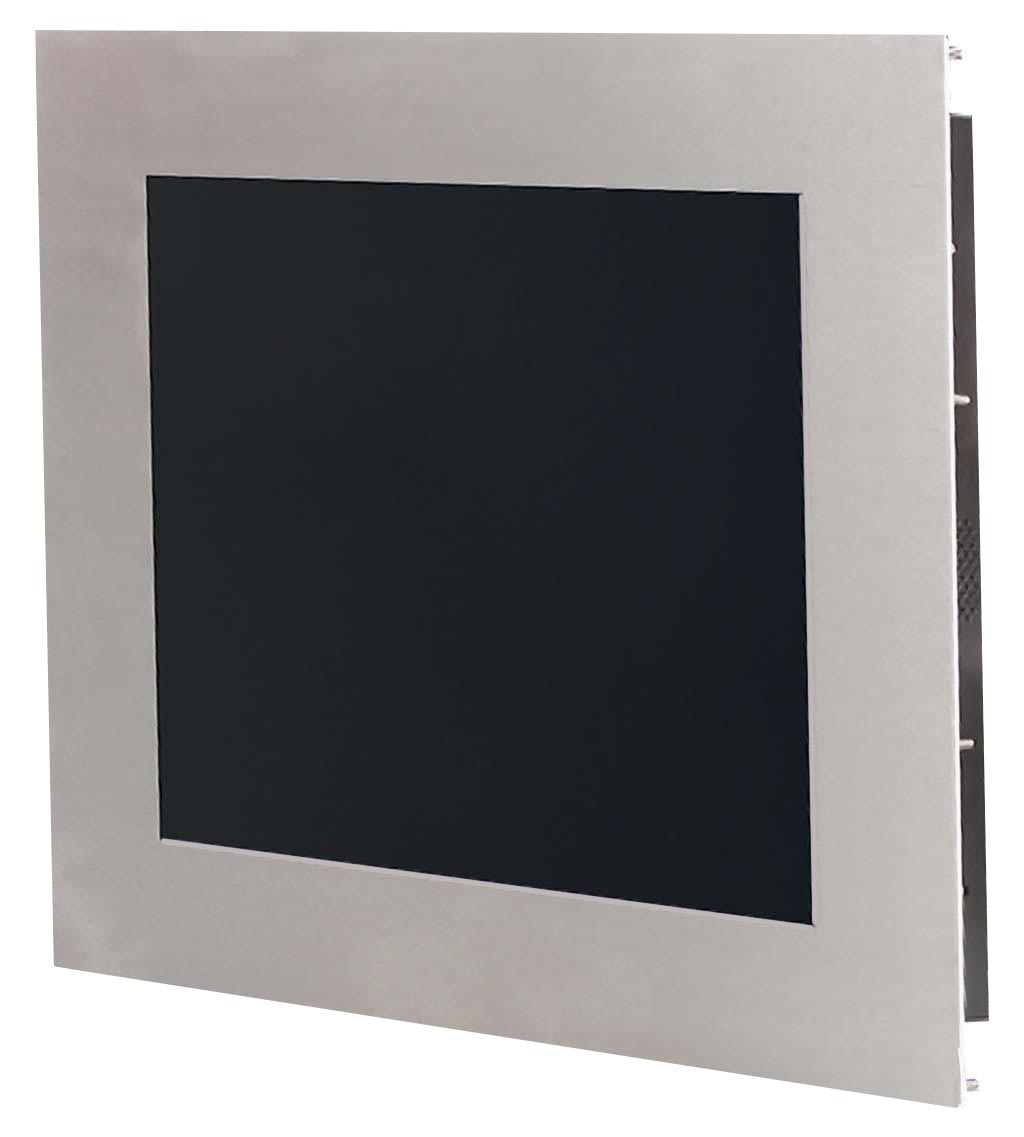
패널 마운트, 4:3 랙 마운트 LCD 모니터

### 패널 마운트
패널 마운트 컴퓨터 모니터는 디스플레이 장치의 전면이 약간만 돌출되도록 평평한 표면에 장착하기 위한 것이다. 패널 후면에 장착할 수도 있다. 화면 주변의 측면, 상단 및 하단에 플랜지가 제공되어 장착할 수 있다. 이는 플랜지가 측면에만 있는 랙 마운트 디스플레이와 대조된다. 플랜지에는 관통 볼트용 구멍이 있거나 후면 표면에 용접된 스터드가 있을 수 있어 패널의 구멍에 장치를 고정할 수 있다. 종종 패널에 방수 밀봉을 제공하기 위해 개스킷이 제공되며, 화면 전면은 전면 패널 후면에 밀봉되어 물과 먼지 오염을 방지한다.

### 오픈 프레임
오픈 프레임 모니터는 디스플레이와 관련 전자 장치를 고정하고 디스플레이를 최소한으로 지지할 수 있는 충분한 지지 구조를 제공한다. 장치를 외부 구조에 부착하여 지지 및 보호할 수 있도록 조치될 것이다. 오픈 프레임 모니터는 자체 케이스를 제공하는 다른 장비의 일부로 내장되도록 의도되었다. 아케이드 비디오 게임이 좋은 예로, 디스플레이가 캐비닛 내부에 장착된다. 일반적으로 모든 최종 사용자 디스플레이 내부에는 오픈 프레임 디스플레이가 있으며, 최종 사용자 디스플레이는 단순히 매력적인 보호 케이스를 제공한다. 일부 랙 마운트 모니터 제조업체는 데스크톱 디스플레이를 구입하여 분해하고 외부 플라스틱 부품을 버리고 내부 오픈 프레임 디스플레이를 제품에 포함시킨다.

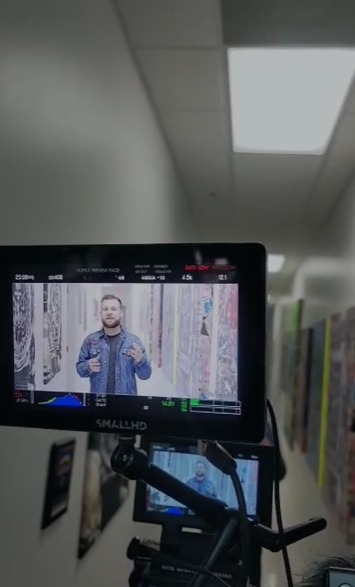
레드 디지털 시네마 모니터

## 보안 취약점
Der Spiegel에 유출된 NSA 문서에 따르면, NSA는 때때로 표적 컴퓨터의 모니터 케이블을 도청 장치가 설치된 모니터 케이블로 교체하여 NSA가 표적 컴퓨터 모니터에 표시되는 내용을 원격으로 볼 수 있게 했다.
반 에크 프리킹은 CRT 또는 LCD의 전자기 방출을 감지하여 원격으로 내용을 표시하는 과정이다. 1985년 이에 대한 첫 논문을 발표하고 개념 증명을 포함한 네덜란드 컴퓨터 연구원 빔 반 에크의 이름을 따서 명명되었다. 강력한 전자기 방출로 인해 구형 CRT 모니터에서 가장 효과적이지만, 현대의 차폐 기술이 위험을 크게 완화하더라도 LCD에도 잠재적으로 적용될 수 있다. 프리킹은 일반적으로 전화 네트워크를 악용하는 과정이다.

## 같이 보기
- 3차원 디스플레이
- 색 캘리브레이션
- 컴퓨터 디스플레이 표준
- 스크린리스 - 디스플레이가 없는 컴퓨터